# Парасейлінг

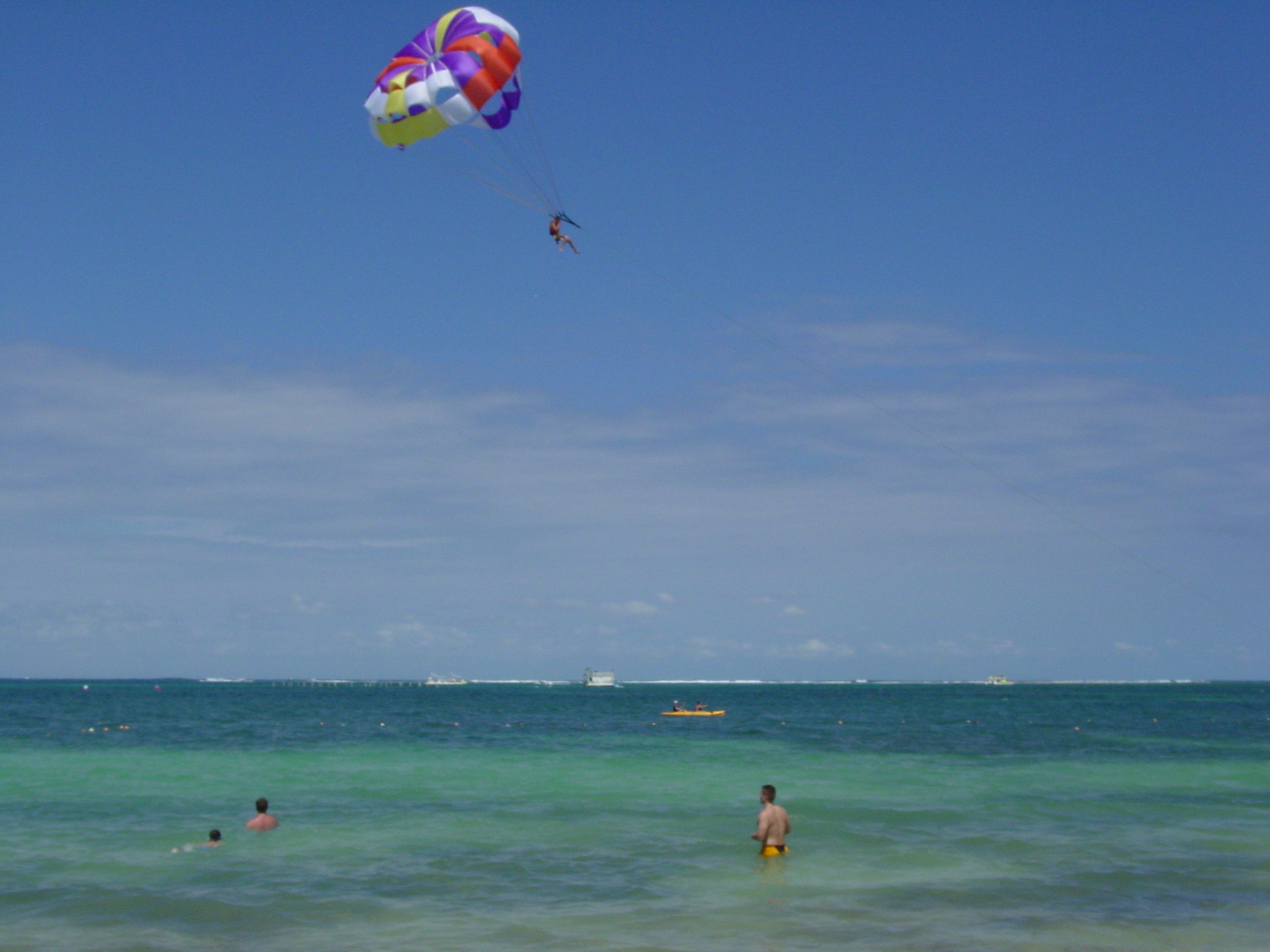
На одному з пляжів Пунта-Кана, Домініканська республіка

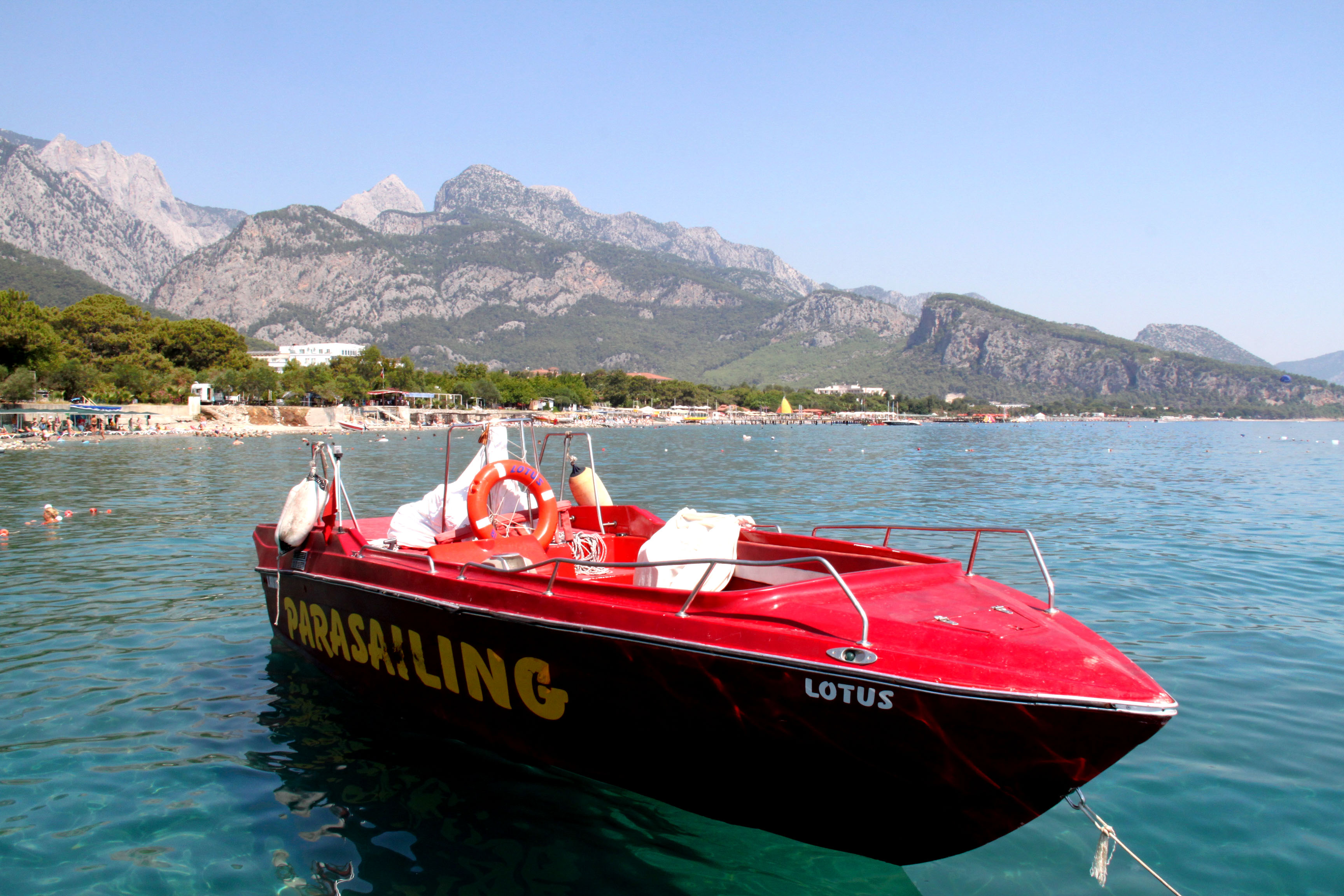
Катер

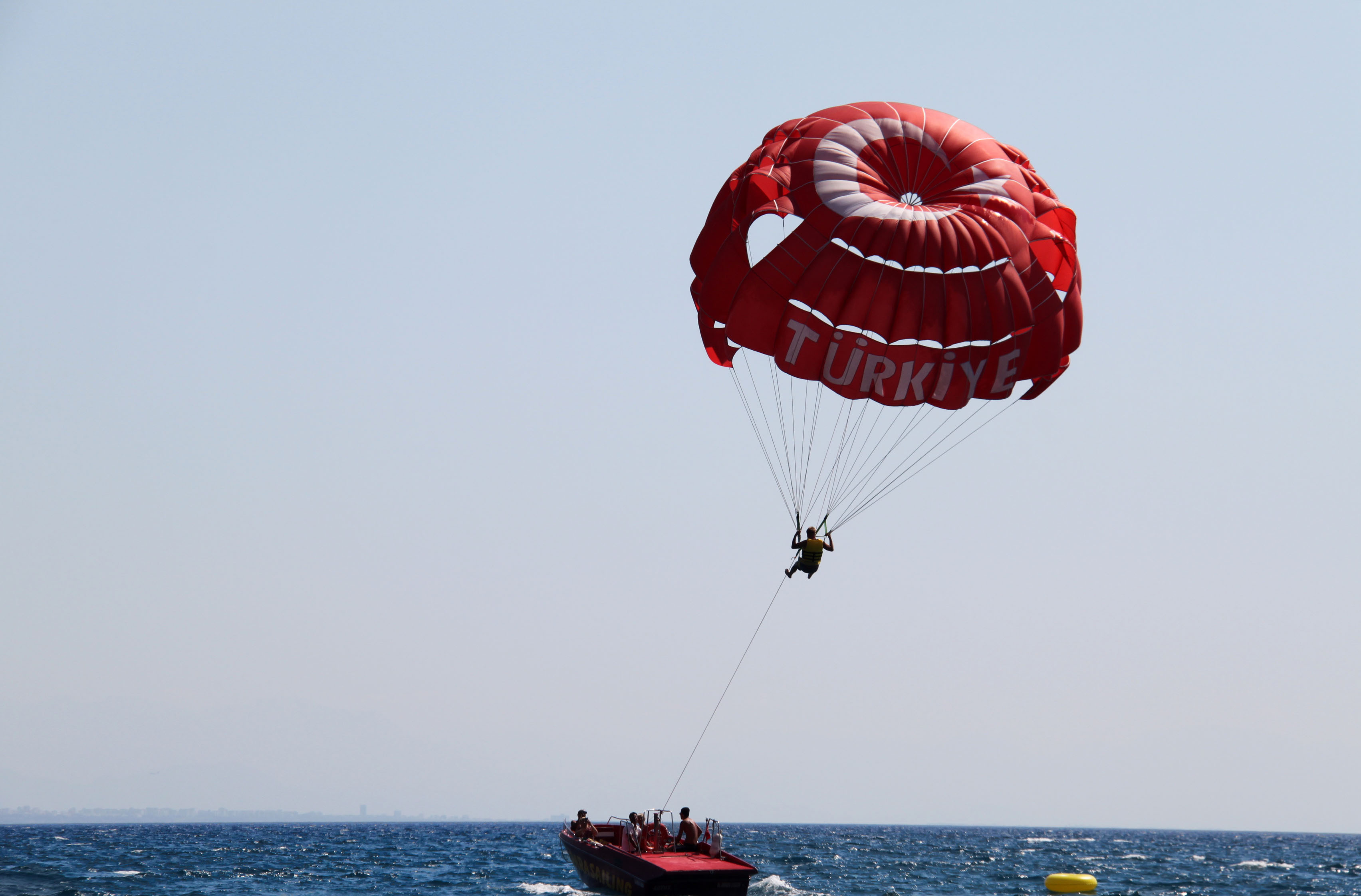
На одному из пляжів у Бельдібі, Туреччина

Парасейлінг (англ. parasailing: від англ. parachute — парашут + англ. sailing — плавання під вітрилом) — активний вид відпочинку, при якому людина закріплюється за допомогою довгого троса до рухомого транспортному засобу (зазвичай, до катера) і завдяки наявності спеціального парашута ширяє в повітрі. Якщо двигун транспортного засобу (ТЗ) досить потужний, то одночасно під парашутом можуть перебувати двоє-троє чоловік.

## Опис
Парасейлінг є популярною розвагою на багатьох курортах світу. Перший парашут на канатному кріпленні в 1961 році виготовив П'єр-Марсель Лемуаньє (фр. Pierre-Marcel Lemoigne). А в 1974 році Бріан Гаскін (англ. Brian Gaskin) винайшов перший парасейл (спеціальний парашут для парасейлінгу) під назву Waterbird («Водна пташка»). Незабаром починається комерційна експлуатація даного винаходу.
Як ТЗ може бути використовуватись як катер або водний мотоцикл на воді, так і снігохід або квадроцикл на землі. Довжина мотузки повинна становити близько 120 м при висоті польоту до 60 м. Маса ширяючого не повинен перевищувати 100 кг.

## Заходи безпеки
При парасейлінзі необхідно дотримуватися таких вимог безпеки:
- Швидкість катера (або іншого ТЗ) повинна становити 50-60 км/год.
- Прилегла водна (земна) поверхня повинна бути вільна від будь-яких перешкод.
- Сприятливі погодні умови, несильний вітер (рух здійснюється проти вітру).
- Досвідчена команда мінімум з трьох осіб — керівника польотів, водія катера і помічника.
- Щоденна перевірка обладнання, ретельний інструктаж пасажирів.

При недодержання цих умов можливі нещасні випадки зі смертельними наслідками.